# José Manuel Lara Bosch
 (janvier 2015).
Si vous disposez d'ouvrages ou d'articles de référence ou si vous connaissez des sites web de qualité traitant du thème abordé ici, merci de compléter l'article en donnant les références utiles à sa vérifiabilité et en les liant à la section « Notes et références ».
José Manuel Lara Bosch, 2e marquis de Pedroso de Lara, né le 8 mars 1946 à Barcelone (Etat espagnol) et mort le 31 janvier 2015 dans la même ville, est un éditeur et chef d'entreprise espagnol. Il a présidé le Grupo Planeta et le Grupo Atresmedia.

## Biographie
Fils de l'entrepreneur et éditeur José Manuel Lara Hernández (capitaine de la Legión à Barcelone durant la Guerre civile espagnole), et de María Teresa Bosch Carbonell, il est le président du Grupo Planeta, créé par son père en 1949 et où il a travaillé depuis 1963. En 1996, il est nommé conseiller délégué du groupe, initiant ainsi le processus de diversification, et en 2003, après la mort de son père, il est nommé président. Depuis 2003, il est aussi président du Grupo Atresmedia (chaînes de télévision Antena 3 et La Sexta).
Lara étudie les sciences économiques à l'université de Barcelone et obtient une maîtrise à l'ESADE. Il commence sa carrière professionnelle en 1963 à la librairie Larousse de Paris. Il occupe ensuite divers postes dans la structure du Grupo Planeta aussi bien en Espagne qu'en Amérique latine. 
Il lance le quotidien conservateur La Razón.
Le 13 août 2009, il cesse d'être l'actionnaire majoritaire du club de football RCD Espanyol en vendant son paquet d'action à un groupe d'investisseurs dirigé par Ramón Condal.
Il meurt le 31 janvier 2015 , des suites d'un cancer du pancréas.

## Distinctions
- Creu de Sant Jordi (2007)[2]
- Médaille d'or du mérite des beaux-arts (2009)[2]